# الشقاقة
الشقاقّة إحدى قرى الجمهورية التونسية، تقع في ولاية بنزرت، جنوب غربي منزل بورقيبة وشمال شرقي ماطر.

### مواضيع ذات علاقة
- ولاية بنزرت.